# Roland Kany
Roland Kany (* 1958 in Nürnberg) ist ein römisch-katholischer Theologe und war von 2004 bis 2024 Ordinarius für Kirchengeschichte des Altertums und Patrologie an der Ludwig-Maximilians-Universität München (LMU).
Kany studierte Katholische Theologie, Germanistik und Philosophie in Würzburg und Tübingen. Danach verbrachte er Jahre der Forschung und Lehre in Tübingen, Oxford, Rom, Mainz und Freiburg.
Er war mehrere Jahre Schriftleiter des Lexikons für Theologie und Kirche und von 2001 bis 2002 Feuilleton-Redakteur der Frankfurter Allgemeinen Zeitung. Nach Promotion (1986) und Habilitation (2003) wurde er 2003 Professor für Kirchengeschichte an der Universität Augsburg. 2004 wurde er an die LMU München berufen.

## Werke
- Mnemosyne als Programm. Geschichte, Erinnerung und die Andacht zum Unbedeutenden im Werk von Usener, Warburg und Benjamin. Max Niemeyer, Tübingen 1987 (= Studien zur deutschen Literatur 93).
- Die religionsgeschichtliche Forschung an der Kulturwissenschaftlichen Bibliothek Warburg. Stefan Wendel, Bamberg 1989, seit 1990 im Programm des Verlages Otto Harrassowitz, Wiesbaden (= Gratia. Bamberger Schriften zur Renaissanceforschung 19).
- Augustins Trinitätsdenken. Bilanz, Kritik und Weiterführung der modernen Forschung zu „De trinitate“. Mohr Siebeck, Tübingen 2007 (= Studien und Texte zu Antike und Christentum 22).